# Kolidar
Kolidar – dalmierz laserowy, którego źródłem promieniowania jest laser impulsowy. Służy głównie do wykrywania i lokalizacji obiektów znajdujących się w przestrzeni kosmicznej lub pomiarów odległości między dwoma statkami kosmicznymi.